# Everest (Berlijn)
Everest is een Duits historisch merk van motorfietsen.
De bedrijfsnaam was: Konstruktor GmbH, Motorfahrzeugfabrik, Berlin.
De motorfietsen van Everest werden niet in Berlijn, maar bij de firma G. Adolf Rempp in Münster gebouwd. Het waren 499cc-eencilinder-kopkleppers. De productie begon in 1925, maar werd al in 1926 stopgezet.